# 벽골제농경문화박물관
벽골제농경문화박물관은 전북특별자치도 김제시에 있는 박물관이다.

## 연혁
- 1998년 4월 21일 개관
- 2014년 3월 28일 동진관 개관

## 시설 현황
벼농사와 관련된 유물 250여점이 전시되어 있고, 단지 내에 수리시설을 직접 체험할 수 있는 체험장이 설치되어 있다.

## 관람 안내
- 휴관일: 매년 1월 1일, 매주 월요일
- 화~일 09:00 ~ 18:00